# 少年狄仁杰
《少年狄仁杰》是中国中央电视台于2008年出品的一部大型动画片，第一部为26集，计划推出104集，目前拍摄62集。该片的时代背景为唐朝，题材来自于中国古典的公案小说，以少年狄仁杰为主人公，演绎了一个又一个侦探故事：夜间空荡的银库、“鬼神”出没的岛屿、暗藏玄机的寺庙、机关重重的暗室、阴森的沼泽地……其系列图书由人民邮电出版社出版。

## 配音
- 狄仁杰（吴晓蕾）机灵睿智
- 婉　儿（杨　莹）美丽聪慧
- 马　荣（李云龙）侠肝义胆
- 洪　亮（孙路阳）可爱勇敢
- 上官仪（赵述仁）

## 分集
- 01 狄仁杰出世
- 02 元宵灯会
- 03 计倒夜明珠
- 04 智擒变脸王
- 05 失踪的公主
- 06 假戏成真
- 07 银库失盗案
- 08 枯井的秘密
- 09 神秘的山妖
- 10 智探恐怖谷
- 11 昭仪还乡
- 12 并州斗智
- 13 黄灾匪祸
- 14 奇招制胜
- 15 登州第一案
- 16 古刹佛像
- 17 大海的请帖
- 18 圣婴岛之谜
- 19 小吏之死
- 20 钦差大臣
- 21 离奇的自首
- 22 沼泽地之谜
- 23 天狗奇案
- 24 釜泣相煎
- 25 珠宝奇案
- 26 椟珠倒置
- 27 神秘的头盔
- 28 布防图
- 29 千手观音
- 30 恐怖岛
- 31 节外生枝
- 32 顺手牵羊
- 33 鬼宅
- 34 官轿中的秘密
- 35 寿诞鸿门宴
- 36 谁是凶手
- 37 真假探花
- 38 偷梁换柱
- 39 盗案迷踪
- 40 佛腹中的秘密
- 41 小店怪客
- 42 借刀杀人
- 43 元宵节惊变
- 44 移花接木
- 45 群案迷踪
- 46 白木槿
- 47 一枝梅
- 48 盗案未果
- 49 单刀赴会
- 50 父子沉浮
- 51 联出有因
- 52 一串珍珠
- 53 幽灵山庄
- 54 将计就计
- 55 奇怪的来信
- 56 山窟宝藏
- 57 沙漠桃源
- 58 计辩真凶
- 59 瀚海归程
- 60 息祸萧墙
- 61 龙城狼烟
- 62 垂饵除奸

## 奖项
- 2008年度第一批优秀国产动画片
- 2008年 中国国际动漫节“美猴奖”
- 2008年 国产原创电视动画片 中篇 一等奖[1]

## 注脚
1. ↑  《少年狄仁杰》《小鲤鱼历险记》获一等奖 （页面存档备份，存于）2009年12月20日

## 相关
- 动漫《少年狄仁杰》1-52集（页面存档备份，存于）于优酷网